# Carlos Gamarra Montanía
Carlos Alberto Gamarra Montanía (n. Asunción, Paraguay; 26 de junio de 1992) es un futbolista paraguayo que juega como arquero, actualmente en el Club Sportivo Trinidense de la Primera División de Paraguay. Es hijo del histórico exfubolista de Cerro Porteño y de la  Selección Paraguaya de fútbol, Carlos Gamarra.

## Trayectoria
Practicó en la escuela de fútbol del Club San Lorenzo donde se quedó hasta los 15 años, posteriormente continuó en las divisiones inferiores del Club Cerro Porteño.
El día 8 de agosto del 2013 el entrenador de la  Selección Paraguaya de fútbol Víctor Genes convoca a Roberto Jr Fernández, el en ese entonces arquero titular de Cerro Porteño, para un juego amistoso contra Alemania y como el arquero suplente, Pablo Gavilán sufrió una rotura de ligamentos cruzado, el entrenador de Cerro Porteño Francisco Arce optó por poner a Carlos de titular en el partido del siguiente 11 de agosto contra Rubio Ñu, consiguiendo así su debut en primera división, el partido terminaría en victoria de su equipo con dos goles contra uno.

## Clubes
| Club                | País     | Año                                      |
| ------------------- | -------- | ---------------------------------------- |
| Cerro Porteño       | Paraguay | 2013 - 2015                              |
| Rubio Ñu            | Paraguay | 2015 - 2016                              |
| Sportivo Trinidense | Paraguay | 2017 - Presente 2021 club 3 de noviembre |

### Estadísticas
| Club                         | Temporada           | Liga | Liga | Copa Nacional | Copa Nacional | Copa Internacional | Copa Internacional | Total | Total |
| Club                         | Temporada           | PJ   | G    | PJ            | G             | PJ                 | G                  | PJ    | G     |
| ---------------------------- | ------------------- | ---- | ---- | ------------- | ------------- | ------------------ | ------------------ | ----- | ----- |
| Club Libertad Paraguay       |                     |      |      |               |               |                    |                    |       |       |
| 2011                         | 6                   | 2    | -    | -             | 0             | 0                  | 6                  | 2     |       |
| 2012                         | 15                  | 2    | -    | -             | 9             | 2                  | 24                 | 4     |       |
| Total                        | 21                  | 4    | -    | -             | 9             | 2                  | 30                 | 6     |       |
| F. C. Oporto B Portugal      |                     |      |      |               |               |                    |                    |       |       |
| 2012-2013                    | 24                  | 2    | 0    | 0             | 0             | 0                  | 24                 | 2     |       |
| Total                        | 24                  | 2    | 0    | 0             | 0             | 0                  | 24                 | 2     |       |
| Penafiel Portugal            |                     |      |      |               |               |                    |                    |       |       |
| 2013-2014                    | 14                  | 3    | 0    | 0             | 0             | 0                  | 14                 | 3     |       |
| Total                        | 14                  | 3    | 0    | 0             | 0             | 0                  | 14                 | 3     |       |
| Desportivo das Aves Portugal |                     |      |      |               |               |                    |                    |       |       |
| 2014-2015                    | 41                  | 16   | 0    | 0             | 0             | 0                  | 41                 | 16    |       |
| Total                        | 41                  | 16   | 0    | 0             | 0             | 0                  | 41                 | 16    |       |
| F.C. Vaduz Liechtenstein     |                     |      |      |               |               |                    |                    |       |       |
| 2015/16                      | 10                  | 0    | 0    | 0             | 3             | 1                  | 13                 | 1     |       |
| Total                        | 10                  | 0    | 0    | 0             | 3             | 1                  | 13                 | 1     |       |
| Total en su carrera          | Total en su carrera | 113  | 25   | 0             | 0             | 12                 | 3                  | 122   | 28    |

## Palmarés
| Título          | Club          | País     | Año  |
| --------------- | ------------- | -------- | ---- |
| Torneo Clausura | Cerro Porteño | Paraguay | 2013 |